# Diplocephalus bicurvatus
Diplocephalus bicurvatus är en spindelart som beskrevs av Friedrich Wilhelm Bösenberg och Embrik Strand 1906. Diplocephalus bicurvatus ingår i släktet Diplocephalus och familjen täckvävarspindlar. Inga underarter finns listade i Catalogue of Life.